# Penny Ice Cap
Penny Ice Cap är en glaciär i Kanada.   Den ligger i territoriet Nunavut, i den östra delen av landet, 2 500 km norr om huvudstaden Ottawa. Penny Ice Cap ligger 1 594 meter över havet. Arean är 6 000 kvadratkilometer.
Terrängen runt Penny Ice Cap är platt åt sydväst, men åt nordost är den kuperad. Trakten runt Penny Ice Cap är nära nog obefolkad, med mindre än två invånare per kvadratkilometer.. Det finns inga samhällen i närheten.
Trakten runt Penny Ice Cap är permanent täckt av is och snö.